# Baramulla
Baramulla è una suddivisione dell'India, classificata come town committee, di 61 941 abitanti, capoluogo del distretto di Baramulla, nel territorio del Jammu e Kashmir. In base al numero di abitanti la città rientra nella classe II (da 50 000 a 99 999 persone).

## Geografia fisica
La città è situata a 34° 12' 0 N e 74° 20' 60 E e ha un'altitudine di 1 592 m s.l.m.

## Società

### Evoluzione demografica
Al censimento del 2001 la popolazione di Baramulla assommava a 61 941 abitanti, dei quali 34 164 maschi e 27 777 femmine. I bambini di età inferiore o uguale ai sei anni assommavano a 6 909, dei quali 3 620 maschi e 3 289 femmine. Infine, coloro che erano in grado di saper almeno leggere e scrivere erano 40 135, dei quali 25 168 maschi e 14 967 femmine.